# Nu, pogodí!
¡Nu, pogodí! (en ruso: Ну, погоди!, traducción: "¡Sólo espérame!" ("¡Te vas a enterar!", en Hispanoamérica: "¡Me las pagarás!"/"¡Yo te daré!" y en Cuba: "Deja que te coja") es una serie cuyos episodios son pequeñas animaciones de 9 a 10 minutos aproximadamente. Producida en Rusia por Viacheslav Kotiónochkin, en el estudio Soyuzmultfilm en Moscú, entre 1969 y 1986. Se produjeron más capítulos en 1993 y 2006.
La cómica serie trata de un lobo que persigue (presumiblemente para comérsela) a una liebre. La serie por lo general, se lleva a cabo en Moscú, pero ha habido algunas excepciones que se han realizado dentro de la Unión Soviética (un ejemplo sería el capítulo # 17 llamado "Exótica Isla"). De estructura similar a Tom y Jerry, aparecen de vez en cuando otros personajes (animales) que intentan ayudar a la liebre o estropean los planes del lobo.

## Personajes

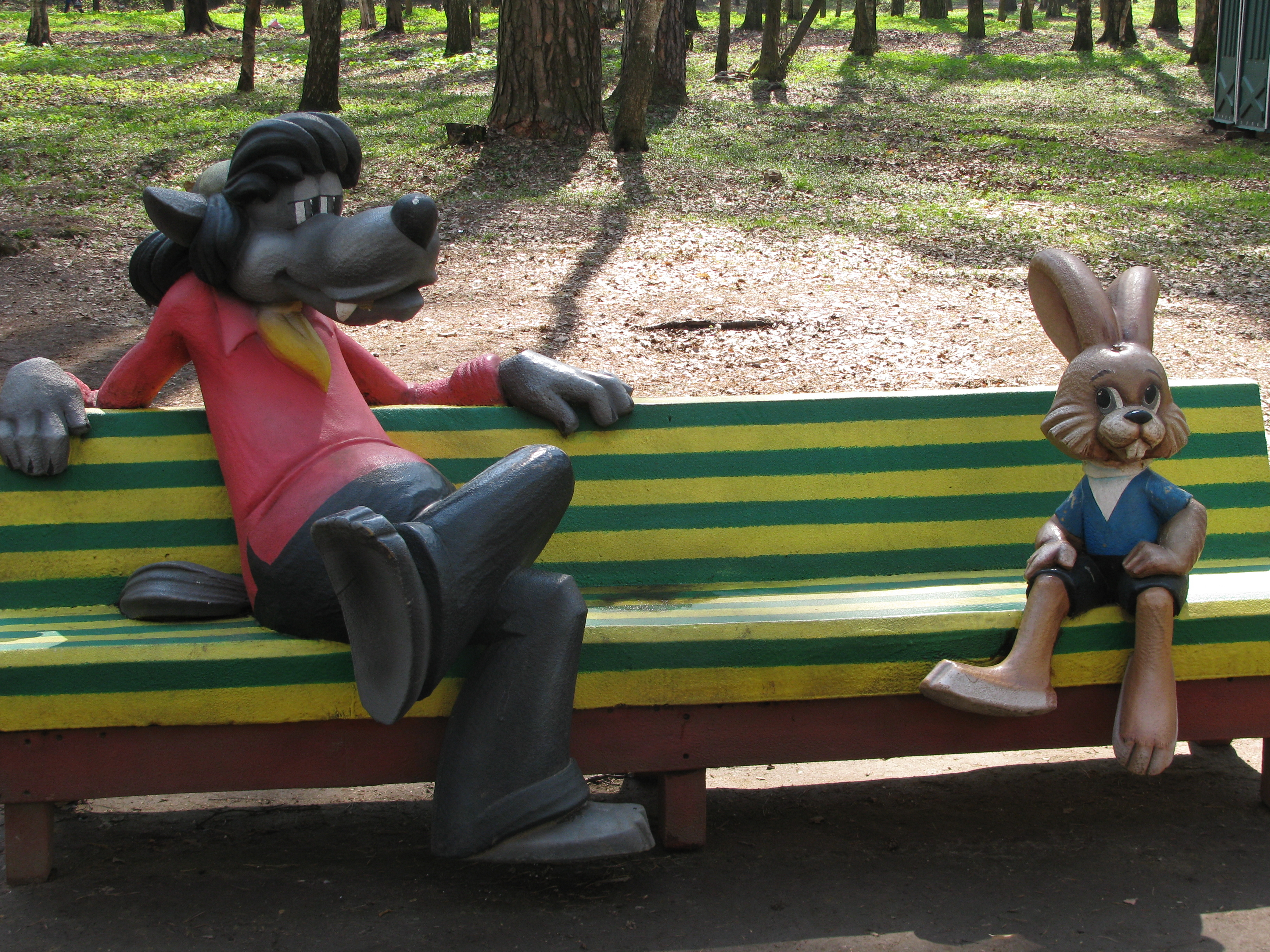
Escultura del lobo y la liebre de la serie animada Nu, pogodí!

### Volk (Lobo)
Volk (Волк, que significa lobo en ruso), es un hooligan impaciente que se vuelve un vándalo, abusón de menores, rompedor de las leyes y en gran fumador. Por otra parte, Volk intenta capturar a Záyats (Заяц, liebre) infinidad de veces, dejando ver su lado refinado en actividades tales como patinaje, ballet o bailando vals. Volk sabe tocar además muy bien la guitarra y tiene una moto roquera, lo que completa su estereotipo de hooligan.
En el primer episodio cuando escalaba un edificio para capturar a la liebre, Volk silbaba una conocida canción montañera llamada "Canción para un amigo" (canción de Vladímir Vysotski). A pesar de estos "talentos", a Volk siempre le sale todo mal. Su voz la interpretó Anatoli Papánov.

### Záyats (Liebre)
Záyats, la liebre, (Заяц en ruso), está retratada como el héroe de la historia. Siempre desbarata los planes de Volk. Como sale poco tiempo en pantalla, algunos telespectadores están del lado de Volk, y dicen que "el malo" también cuenta con funciones didácticas. Sólo en los últimos episodios se la ve más activa, e incluso, salva al lobo. Su voz está interpretada por Klara Rumyanova.

### Otros personajes
La serie también cuenta con la aparición de otros personajes que son animales. El más frecuentes es el fuerte y pesado hipopótamo (Бегемот, Begemot en ruso), el cual tiene varias profesiones (policía, guarda de museo, dueño de una tienda, transeúnte, etc.), que por lo general Volk molesta y tiene que huir de él. En el episodio # 5 (1972), Záyats encuentra a Volk escondido entre los melones. Sin saberlo, recomienda a la cabeza de Volk que parece un melón al hipopótamo, y éste la aprieta, comprobando la "madurez" del melón. El episodio acaba con el viaje de Volk en metro y golpeándose con el hipopótamo.
Otro de los más destacados es el gato, (Кот, Kot en ruso), que es un mago y aparece en varios espectáculos en toda la serie. El gato siempre quiere que lo elogien por sus trucos mágicos. En el episodio # 9 (1976), el gato hace levitar a Volk, y partirlo en dos, recibiendo así el aplauso de Záyats.
Hay otros animales en la serie, como osos, zorros rojos, elefantes, y cerdos.

## Transcurso
Desde los 90, con la caída del Telón de Acero, tanto rusos como occidentales han notado las similitudes entre Nu, Pogodí! y dibujos americanos, el más parecido, Tom y Jerry. El director ha admitido que aprendió de películas de Disney, como Bambi. Sin embargo, afirma no haber visto Tom y Jerry hasta que su hijo compró un VCR en 1987. Temáticamente, Nu, Pogodí! está basado en situaciones y zonas de la vida real.
Hay muy poco diálogo en la serie, por lo que puede describirse como "dibujo internacional". La frase más común es "Nu, Pogodí!", cuyo significado es "¡Sólo espera, vas a ver!" o "¡Te vas a enterar!". Eso le dice Volk a Záyats cuando sus planes fallan. El símbolo de la serie es "Nu, Záyats, pogodí!" (introducido casi siempre en el pre-título del comienzo). La serie también incluye risas, gruñidos y canciones.

## Crítica
La serie fue, entre el público soviético, muy popular durante algunos años. La crítica de los colegas del director eran menos favorables. El hijo del director Alexéi Kotiónochkin, recuerda que, aunque no decían nada, los animadores y directores consideraban la serie de una clase baja.
A Kotiónochkin le descontentó el contexto y trató de hacer escenarios más simples. La idea de la serie era ser simple y "occidental". Sin embargo, como la serie era tan popular, fue objeto de crítica. Los críticos soviéticos consideraron varios mensajes ocultos en la serie: la tendencia homosexual (porque a veces Volk usa flores para su buena voluntad), o la representación de la lucha entre la clase obrera e intelectuales (confrontamiento de Volk y Záyats). Alexéi Kotiónochkin niega estas intenciones.

## Lista de episodios
Los episodios de Nu Pogodí! no fueron titulados, sino numerados. Cada episodio tiene un ajuste diferente. La fecha de publicación se da entre paréntesis:
1. Ciudad y playa (1969)[8]
2. Feria nocturna (1970)
3. Carretera (1971)
4. Estadio (1971)
5. Ciudad (1972)
6. Campo (1973)
7. Travesía marina (1973)[9]
8. Año Nuevo (1974)
9. Estudio de televisión (1976)
10. En una construcción (1976)
11. Circo (1977)
12. Museo (1978)[10][11]
13. Juegos Olímpicos (1980)
14. Centro de actividades extra-escolares (1984)
15. La Casa de la Cultura (1985)
16. En el mundo de los cuentos rusos (1986)
17. Isla exótica (1993, lanzado en 1994)
18. Supermercado (1993, lanzado en 1995)
19. Playa (2005)
20. Comunidad Dacha (2006)

## Fuera de la Unión Soviética
La serie ha hecho aparición en algunos canales de TV en Hispanoamérica, así como en videocintas en la década de 1980.[cita requerida]